# Álamo, Veracruz
Álamo är en kommunhuvudort i Mexiko.   Den ligger i kommunen Álamo Temapache och delstaten Veracruz, i den sydöstra delen av landet, 220 km nordost om huvudstaden Mexico City. Álamo ligger 40 meter över havet och antalet invånare är 22 740.
Terrängen runt Álamo är platt.Runt Álamo är det ganska tätbefolkat, med 65 invånare per kvadratkilometer. Närmaste större samhälle är Temapache, 17,5 km norr om Álamo. Trakten runt Álamo består till största delen av jordbruksmark.